# Бабино (Сунский район)
Бабино — деревня в Сунском районе Кировской области в составе Кокуйского сельского поселения.

## География
Находится на расстоянии примерно 6 километров по прямой на юг-юго-восток от районного центра поселка Суна.

## История
Известна с 1678 года как безымянное займище из 1 двора, принадлежавший Успенскому Трифонову монастырю, в 1764 году здесь (тогда займище Никифора Масальских) было 117 жителей. В 1873 году было учтено дворов 20 и жителей 138, в 1905 21 и 156, в 1926 23 и 151, в 1950 30 и 107 соответственно. В 1989 году оставалось 22 жителя.

## Население
Постоянное население составляло 9 человек (русские 100 %) в 2002 году, 1 в 2010.